# Dérive (écart)
Pour les articles homonymes, voir Dérive.

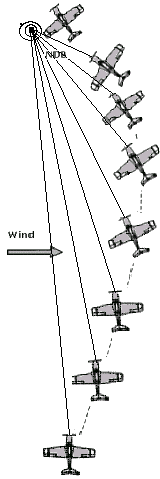
Effet de la dérive due au vent latéral

En navigation, la dérive est l'écart entre la route effectivement suivie par un mobile (navire, aéronef...) et le cap fixé. En navigation aérienne la dérive est due uniquement au vent (voir aussi vent relatif).
La formule algébrique utilisée dans les calculs est {\displaystyle R_{s}=C_{v}+der}.
{\displaystyle R_{s}} étant la route surface, {\displaystyle C_{v}} le cap vrai, {\displaystyle der} la dérive ; tous trois exprimés en degrés.
La dérive est positive si le mobile dérive sur sa droite et est négative s'il dérive sur sa gauche.
Dans le domaine maritime le courant marin engendre une autre dérive qui ne porte pas de nom. La dérive totale (vent et courant) ({\displaystyle der})  est égale à la différence entre la route sur le fond ({\displaystyle R_{f}}) et le cap vrai ({\displaystyle C_{v}}).
{\displaystyle R_{f}=C_{v}+der}.
Elle se calcule théoriquement en deux temps :
1) {\displaystyle R_{s}=C_{v}+der} (calcul algébrique)
2) {\displaystyle R_{f}} (route fond) et {\displaystyle V_{f}} (vitesse fond) toutes deux calculées graphiquement par une somme de vecteurs : la {\displaystyle R_{s}} (route surface) et la {\displaystyle V_{s}} (vitesse surface) ainsi que les données du courant : {\displaystyle R_{c}} la route du courant et {\displaystyle V_{c}} la vitesse du courant. Soit {\displaystyle {\vec {R_{f}}}={\vec {R_{s}}}+{\vec {R_{c}}}}.
De manière pratique, le navigateur englobe ces deux dérives en une seule et ne fait pas de montage graphique.
La dérive due au vent est estimée par le navigateur car chaque navire réagit de manière différente en fonction de la forme de la quille (ou de sa carène), de son déplacement et du fardage,.
La dérive due aux courants de marée fait l'objet d'ouvrages spécifiques, les courants principaux étant indiqués sur les cartes marines.